# 前庭裂
前庭裂（rima vestibuli、假聲帶(false vocal cords)）為喉腔中的一個空間。
對於前庭韌帶（vestibular ligaments、覆有黏膜的前庭襞）而言，結構上類似聲門裂對於聲韌帶（粘膜覆蓋的聲帶）相對上的分佈；"裂隙"(rima/glottis)即是"襞"(褶皺/folds)分離時所形成的空間。前庭裂可以定義為"假聲帶"(false vocal cords/glottis spuria/glottis false)之間的空間裂隙。

## 外部連接
- Larynx Anatomy: Gross Anatomy, Functional Anatomy of the Larynx, Laryngeal Tissue （页面存档备份，存于）